# José Martínez Jiménez
José Martínez Jiménez (Albacete, 2 de enero de 1958) es un fiscal y profesor universitario español, fiscal de la Fiscalía del Tribunal Supremo desde 2021. Entre 2006 y 2021 fue fiscal superior de Castilla-La Mancha.

## Biografía
Nació el 2 de enero de 1958 en Albacete. Licenciado en Derecho por la Universidad de Murcia, ingresó en la carrera fiscal en 1982 en la categoría de abogado fiscal, siendo destinado a la Fiscalía de la Audiencia Territorial de Palma de Mallorca. En 1983 ocupó la plaza de teniente fiscal de la Fiscalía de Cuenca. Fue destinado a la Audiencia Territorial de Albacete en 1985, promocionando a teniente fiscal del Tribunal Superior de Justicia de Castilla-La Mancha en 1989.
En 2006 fue nombrado fiscal jefe del Tribunal Superior de Justicia de Castilla-La Mancha y en 2008 se convirtió en el primer fiscal superior de Castilla-La Mancha, cargo que renovó en 2011 y 2017. Fue galardonado con la Cruz distinguida de Primera Clase de la Orden de San Raimundo de Peñafort y en 2016 recibió la Cruz de Honor de San Raimundo de Peñafort.
El 14 de marzo de 2021 fue propuesto por la fiscal general del Estado, Dolores Delgado, como fiscal de la Fiscalía del Tribunal Supremo, tomando posesión de su cargo como fiscal de la sección penal de la fiscalía del alto tribunal el 10 de abril de 2021.
El 23 de abril de 2021 recibió la Gran Cruz del Mérito Aeronáutico en la Base Aérea de Los Llanos de Albacete.